# 毛利小平太
毛利 小平太（もうり こへいた、生没年不詳）は、江戸時代前期の武士。赤穂藩浅野家の家臣。諱は元義（もとよし）とされる。

## 討ち入り脱盟経緯
元禄13年（1700年）の「浅野家分限帳」によれば大納戸役20石5人扶持とある。大石良雄の吉良義央への仇討ちの盟約に加わり、吉良邸討ち入り前には木原武右衛門と変名して本所林町五丁目の堀部武庸の借家に入っていた。
討ち入り1か月前の元禄15年（1702年）11月14日に作成された討ち入り手配（寺井玄渓宛てに送られたもの）には、裏門隊屋敷内突入部隊の中に毛利小平太元義の名がある。大石が11月29日付けで落合勝信に提出した瑤泉院への書状には、毛利小平太・瀬尾孫左衛門・矢野伊助の後に脱盟する3名を加えて忠死する者50名と書いている。
しかしその後、小平太は脱盟する旨の書状（12月11日付けとなっている）を残して逐電した。討ち入り口上書のなかには毛利小平太の名があるものが残っている。一方、12月12日に逃亡した矢野伊助や瀬尾孫左衛門の名は書かれていないことから、大石良雄らが小平太脱盟を知ったのは討ち入り直前だったと見られている。そのため小平太を「最後の脱盟者」と呼ぶことが多い。小平太の脱盟を受けて急遽、三村包常が表門隊から裏門隊へ編成替えされている。
逐電の理由として、大垣新田藩主戸田氏成に仕えていた小平太の兄に説得されて脱盟したという説が残っている。

## 創作物の扱い
赤穂事件を題材にしたフィクション作品では、
- 愛する女の存在・兄の説得・相次ぐ脱盟者などから自身の仇討ちに対する覚悟に疑いを持った結果、討ち入りの刻限に遅れてしまう（森田草平『四十八人目』）
- 親族によって討ち入り参加を止められる（日本テレビ『忠臣蔵』、大河ドラマ『元禄繚乱』）
- 同棲していた女からの懇願で討ち入り参加を諦める（TBS『女たちの忠臣蔵』）
- 討ち入りに向かう途中に死亡（戦死・病死など）する（テレビ東京『大忠臣蔵』、テレビ朝日『忠臣蔵 CHUSHINGURA』、諸田玲子『四十八人目の忠臣』）
- 大石からの密命を受け、討ち入りで生き延びた吉良を一人で討つ（テレビ朝日『忠臣蔵異聞 生きていた吉良上野介』）

など、脱盟の内訳が多様に描かれている。